# Luigi Guandalini
Luigi Guandalini (Tiezzo, Azzano Decimo, 17 gennaio 1925 – Rovigo, 4 maggio 1995) è stato un rugbista a 15 italiano.

## Carriera
Tra il 1950 e il 1964 gioca e sotto la guida tecnica di Mario Battaglini prima e Giordano Campice poi vince con il Rovigo sette campionati italiani. Nelle sue 20 stagioni con la maglia rossoblu raggiunge le 315 presenze in campionato.

## Palmarès
- Campionati italiani: 7
Rovigo: 1950-51, 1951-52, 1952-53, 1953-54, 1961-62, 1962-63, 1963-64